# Stentjärnen (Jörns socken, Västerbotten)
Stentjärnen är en sjö i Skellefteå kommun i Västerbotten och ingår i Kågeälvens huvudavrinningsområde.